# Florence Barker
Florence Barker   (Manchester, 1908 - 1986) va ser una nedadora britànica que va competir durant la dècada de 1920.
El 1924 va prendre part en els Jocs Olímpics de París, on va disputar dues proves del programa de natació. En els relleu 4 x 100 metres lliures guanyà la medalla de plata formant equip amb Constance Jeans, Grace McKenzie i Iris Tanner, mentre en els 100 metres lliures fou eliminada en sèries.